# ウィルマ・リップ

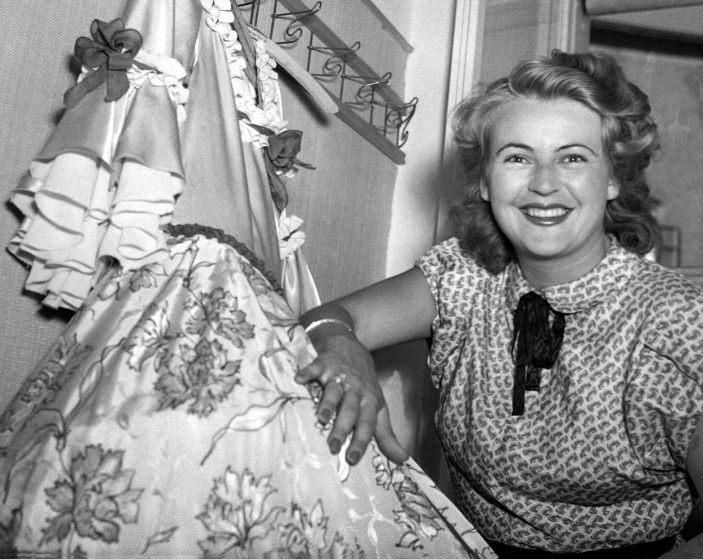
1950年、ザルツブルク音楽祭会場の衣装部屋にて

ウィルマ（ヴィルマ）・リップ（Wilma Lipp, 1925年4月26日 - 2019年1月26日）は、オーストリアのソプラノ歌手。
ウィーン出身。フリーデル・シンデルとパオラ・ノヴィコヴァに声楽を学び、ミラノでトティ・ダル・モンテの薫陶も受けた。1943年にウィーンのヘルデンプラッツに於いてジョアキーノ・ロッシーニの《セビリアの理髪師》の野外公演でロジーナ役を歌ってデビューを果たし、1945年にジャコモ・プッチーニの《蝶々夫人》ケイト・ピンカートン役でウィーン・フォルクスオーパーに出演した。1948年にはヨーゼフ・クリップスの指揮でウィーン国立歌劇場に於けるヴォルフガング・アマデウス・モーツァルトの《魔笛》の上演で夜の女王役を歌って評価を確立した。1953年に宮廷歌手の称号を得る。1981年に歌手活動を引退し、1982年から1998年までモーツァルテウム音楽院で教鞭を執った。
イニング・アム・アマーゼーにて没。